# Видранка (притока Лаборця)
Видранка (словац. Vydranka) — річка, ліва притока річки Лаборця, протікає  в окрузі Меджилабірці.
Довжина — 13.5 км.
Витік знаходиться в масиві Лаборецка Врховина біля Лупківського перевалу — на висоті приблизно 590 метрів.
Впадає у Лаборець при місті Меджилабірці.